# Triptognathus collaris
Triptognathus collaris là một loài tò vò trong họ Ichneumonidae.